# 瀬戸市立效範小学校
瀬戸市立效範小学校（せとしりつ こうはんしょうがっこう）は、愛知県瀬戸市にある公立小学校。

## 概要
- 追分町、今池町、汗干町、孫田町、北脇町、效範町1・2丁目、平町1-3丁目、田端町1・2丁目、川西町1・2丁目、川北町1・2丁目、西山町1・2丁目、南山町1-3丁目が校区であり、公立中学校の進学先は瀬戸市立南山中学校である[1][2]。
- 元は東春日井郡旭村（現・尾張旭市）の学校であったが、1925年に旭村の一部（今・美濃ノ池）が瀬戸町（現・瀬戸市）に編入されたことにより、瀬戸市の小学校となっている。

## 沿革
- 1873年（明治6年）5月9日 - 東春日井郡今村に效範学校として開校。
- 1876年（明治9年） -
  - 效範学校が今村学校に改称する。
  - 狩宿村が今村学校から離脱し、狩宿学校が開校する。
- 1878年（明治11年） - 井田村、瀬戸川村、狩宿村が合併し、三郷村となる。
- 1884年（明治17年） - 今村学校から稲葉村が離脱し、稲葉学校が開校する。
- 1889年（明治22年）10月1日 - 稲葉村、三郷村、今村、美濃ノ池村が合併し、八白村が発足。
- 1890年（明治23年）10月 - 今村学校と狩宿学校を統合し、八白尋常小学校となる。
- 1906年（明治39年）7月16日 - 印場村、新居村、八白村が合併し、旭村が発足。
- 1907年（明治40年）3月 - 旭第一尋常小学校に改称する。
- 1908年（明治41年）5月 - 旭第二尋常小学校に改称する。
- 1925年（大正14年）8月25日 - 旭村の一部（今・美濃ノ池）が瀬戸町に編入される。旭第二尋常小学校は瀬戸町に移管され、同時に效範尋常小学校に改称する。
- 1929年（昭和4年）10月1日 - 瀬戸町が市制施行により瀬戸市となる。
- 1941年（昭和16年）4月1日 - 效範国民学校に改称する。
- 1947年（昭和22年）4月1日 - 瀬戸市立效範小学校に改称する。
- 1966年（昭和41年）4月 - 瀬戸市立長根小学校を分離する。
- 1969年（昭和44年） - 新校舎（鉄筋コンクリート造）が完成する。
- 1972年（昭和47年）4月 -
  - 瀬戸市立東山小学校を分離する。
  - 公立陶生病院内に特殊学級のつくし学級を設置する。

## 交通アクセス
- 名鉄瀬戸線水野駅下車、徒歩約5分。

## 周辺施設
- 愛知県立瀬戸高等学校
- 聖カピタニオ女子高等学校
- 瀬戸市立東山小学校
- 瀬戸市立長根小学校
- こうはん保育園
- 瀬戸南山郵便局
- 瀬戸信用金庫效範出張所
- 名鉄瀬戸線水野駅

## 著名な卒業生
- 山田進太郎（メルカリ創業者、メルカリ代表取締役会長兼CEO）
- 三納貴弘（YouTuber）
- 山田姫奈（モデル、女優、タレント）
- 藤井聡太（将棋棋士）[3]